# Robert Jan Verbelen
Robert Jan Verbelen, né le 5 avril 1911 à Herent (Belgique) et mort le 28 octobre 1990 à Vienne (Autriche), est un célèbre collaborateur nazi flamand. 
Membre de la SS flamande avec le grade d’Hauptsturmführer (capitaine), il travailla pour le Counter Intelligence Corps (CIC) américain, en Autriche, de 1947 à 1956 et fut ensuite employé par une agence de renseignements de l'Ouest. Bien que condamné par contumace pour crimes de guerre en 1947, et jugé à nouveau en Autriche en 1965, mais acquitté, il demeura libre jusqu'à sa mort en 1990.

## Chef d'une milice SS

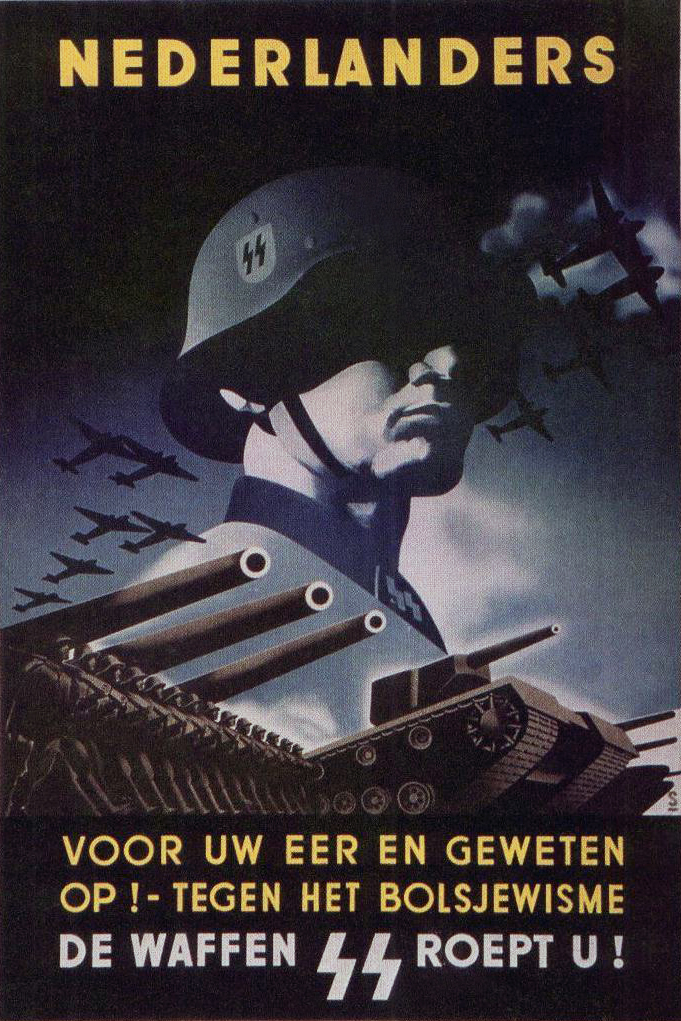
Affiche de recrutement, Hollandais, pour la Waffen-SS.

Militant au sein du mouvement nationaliste flamand dans les années 1930, il fut secrétaire général de la Fédération de football flamande pendant l'entre-deux-guerres .
Peu après l'Occupation de la Belgique en mai 1940, il se porta volontaire pour intégrer la Algemeene-SS Vlaanderen, un corps collaborationniste subordonné à la SS allemande, qui, outre des activités de propagande et de recrutement de Belges pour la Waffen-SS, travaillait pour le Sicherheitsdienst (SD), le « service de sécurité » du Troisième Reich.
Stormleider (soit chef local de la SS à Louvain), il fut rapidement promu Untersturmführer (lieutenant) et commandant de la « Stormbaan Brabant », l'un des quatre bataillons de la Algemene-SS Vlaanderen. Désormais basé à Bruxelles, il dirigeait les activités de la SS flamande à Bruxelles, Louvain et dans le Limbourg et effectuait de la propagande dans les Flandres .
En 1942, conjointement à ces activités, il devient Stafleider de l'organisation fasciste flamande DeVlag (acronyme de Deutsch-Vlämische Arbeitsgemeinschaft). Fondé en 1935, ce groupe reconnaissait Hitler comme son Führer et prônait l'intégration des Flandres au sein du Reich. Le plus extrémiste parmi les organisations fascistes flamandes, il travaillait étroitement avec la Algemene-SS Vlaanderen et était soutenu de près par les SS.
À partir de fin 1942, Verbelen ordonnait à des membres du DeVlag et de la SS Vlaanderen de réprimer les opposants au nazisme (perquisitions, assassinats, etc.). En 1943 ou 1944, le SS-Gruppenführer Richard Jungclaus, chef supérieur des SS et la  police en Belgique, l'autorisa à former le Veiligheidscorps (« Corps de sécurité »), composé de membres de la SS flamande et de membres de DeVlag ; ce groupement est  armé par les nazis.
C'est en tant que directeur du Veiligheidscorps qu'il assassina le 28 février 1944 Alexandre Galopin, le directeur de la Société générale de Belgique, et, le même jour, tenta d'assassiner l'ex-ministre d'État Albert Devèze, le procureur général Charles Collard-de Sloovere et l'ex-directeur de la Sûreté de l'État, Robert de Foy. Le Veiligheidscorps effectua aussi des attentats à la grenade contre des cafés,. Lui-même dirigea personnellement l'attaque contre le commissariat de la police communale de Forest durant laquelle trois policiers furent assassinés.
Ces opérations lui valurent de recevoir la croix du Mérite de guerre allemande et d'être promu Hauptsturmführer,. Après la Libération de la Belgique en septembre 1944, il s'enfuit avec ses hommes en Allemagne. Les nazis créèrent alors un gouvernement fasciste flamand en exil, au sein duquel Verbelen fut nommé plénipotentiaire pour les affaires de police. Il organisa également un bataillon spécial de police destiné à reconquérir la Belgique et qui fut dissous en mars 1945.

## Après guerre
Identifié par l'Office of Strategic Services (OSS) en juillet 1944 qui mentionnait ses fonctions véritables, son nom figurait en juillet 1945 sur la liste du CROWCASS, le registre des criminels de guerre établi par les Alliés, mais avec la mention « nationalité allemande » et sans que soit indiqué le pays qui le recherchait. De plus, il y était indiqué seulement comme « suspect pour la sécurité », catégorie qui disparut au profit des seuls criminels de guerre des listes postérieures du CROWCASS.
Lors du procès contre soixante-deux membres du DeVlag , entamé le 23 juin 1947 par le Conseil de guerre de Bruxelles, il fut condamné le 14 octobre 1947, par contumace, à la peine capitale. Il a été jugé responsable de crimes de guerre et d'« actes de terrorisme aveugle » , dont la mort de 101 Résistants belges. Malgré cette condamnation, le gouvernement belge n'inscrivit jamais le nom de Verbelen au registre CROWCASS, ni ne le transmit à la Commission des crimes de guerre des Nations unies.
Entretemps, Verbelen s'était déjà enfui en Autriche, où il travailla dès 1946 pour le Counter Intelligence Corps (CIC) de l'armée américaine (430th Counter Intelligence Corps Detachment). Son premier officier traitant aurait été le capitaine Frank Harris, chef de la section de dénazification du CIC à Vienne en 1947-48 . L'officier nazi Hermann Milleder, qui avait été membre des Jeunesses hitlériennes en Autriche depuis 1928, et qui travaillait pour le CIC, aurait organisé la rencontre entre Harris et Verbelen.
Outre ses activités officielles, cette section avait aussi constitué une rat line servant au transfert clandestin d'individus, dont des criminels de guerre, hors de Vienne. S'informant auprès de nombreux criminels de guerre nazis, Verbelen collabora notamment au projet Newton, qui visait à l'infiltration du Parti communiste autrichien ; l'opération fut abandonnée en décembre 1950. Verbelen continua toutefois à travailler pour le CIC jusqu'au milieu des années 1950 (jusqu'en 1956 selon un rapport américain).
En 1955, lorsque les forces américaines se retirèrent d'Autriche, Verbelen travailla, apparemment sous un alias, en tant qu'informateur du 66e groupe du CIC; un officier américain, au moins, connaissait sa véritable identité dès le début. Verbelen aurait été poliment démis de ses fonctions en 1956 après avoir révélé sa véritable identité au CIC, qui nota cependant qu'il était apte à être ré-employé . Lors de sa démission, une agence de renseignement de l'Ouest aurait manifesté son désir de l'employer à nouveau. Le rapport de 1988 explique que le « transfert » de Verbelen à une agence alliée était alors la meilleure manière de se défaire d'un agent dont la valeur en renseignement était considérée comme compromise, d'autant plus qu'il faisait l'objet d'une enquête de la police autrichienne et que l'agence alliée avait connaissance de son activité pour le CIC, en le dissuadant d'utiliser ce qu'il savait contre les « intérêts américains » . La CIA joua un rôle non déterminé dans cette décision de transférer Verbelen à l'agence alliée. Il aurait ainsi travaillé pour la police secrète autrichienne, bien que ce point n'ait pas été confirmé.
Selon son témoignage lors de son procès, il aurait été à deux reprises remercié par le ministre de l'Intérieur Oskar Helmer pour son travail mené durant cette période. Une autre de ses versions, des années 1980, fait mention, outre d'ex-membres de la SS dans son réseau, d'anciens oustachis et d'ex-membres du parti des Croix fléchées hongrois.

### Naturalisation et procès
En 1959, il fut naturalisé autrichien sous son vrai nom; certaines versions affirment que les États-Unis ont poussé l'Autriche à faire ce geste, d'autres, plus crédibles selon le rapport américain de 1988, que c'est la police secrète autrichienne qui s'y consacra.
Mais trois ans plus tard, des groupes de résistants autrichiens enquêtèrent sur un certain Jean Marais qui publiait un bulletin néo-nazi à Vienne. Or, ils découvrirent qu'il s'agissait de Verbelen, et portèrent plainte. Il fut alors arrêté le 12 avril 1962 par un procureur autrichien qui avait pris connaissance des crimes pour lesquels il avait été condamné en Belgique: son statut de citoyen autrichien le protégeait en effet contre toute extradition vers la Belgique. En 1965, il comparut devant un tribunal autrichien, accusé de cinq meurtres dans le cadre d'un procès pour crimes de guerre, mais fut acquitté à la surprise générale: le jury considéra que bien qu'ayant été coupable d'incitation au meurtre de deux personnes, il n'avait fait que suivre les ordres .
Ceci allait à l'encontre de l'article 3 du statut établissant le tribunal de Nuremberg, qui n'admettait l'argument d'obéissance à la hiérarchie qu'en tant que circonstances atténuantes, mais non pas en tant qu'argument pour un acquittement. La Cour suprême renversa cette décision en 1967, mais l'affaire ne fut jamais rejugée .
Robert Jan Verbelen resta ainsi libre, sous sa véritable identité, jusqu'à sa mort en 1990. À partir de 1956, il écrivit des romans d'espionnage  et militait dans des organisations néo-nazies .

### Enquête américaine des années 1980
En 1983, Stephen S. Trott (en), l'attorney general du United States Department of Justice Criminal Division (en) demanda à l'Office of Special Investigations (United States Department of Justice) (en) d'enquêter sur des allégations selon lesquelles Jan Verbelen aurait travaillé pour les Américains après la guerre. Cela donna lieu à un rapport publié en 1986. Il s'agissait de la seconde enquête de ce genre concernant l'utilisation de criminels de guerre nazis par le CIC, la première ayant eu trait à Klaus Barbie.